# Dompierre-sur-Besbre

Dompierre-sur-Besbre este o comună în departamentul Allier din centrul Franței. În 1 ianuarie 2022 avea o populație de 2.970 de locuitori.